# As Mulheres do Meu Pai
As Mulheres do Meu Pai é um romance do escritor angolano José Eduardo Agualusa publicado em 2007 pela Editora Língua Geral (Rio de Janeiro, Brasil) e Publicações Dom Quixote (Lisboa, Portugal). O livro foi traduzido por Daniel Hahn em 2008: My Father's Wives, publicado pela Arcadia Books (Londres, Inglaterra).
Faustino Manso, famoso compositor angolano, deixou, ao morrer, sete viúvas e 18 filhos. A mais nova destes, Laurentina, directora de cinema e documentarista, tenta reconstruir a atribulada vida do falecido músico. Em As Mulheres do Meu Pai, realidade e ficção correm lado a lado, a primeira alimentando a segunda. Nos territórios que Agualusa atravessa, porém, a realidade é quase sempre mais inverosímil do que a ficção. Os quatro personagens do romance que o autor escreve, enquanto viaja, vão com ele de Luanda, capital de Angola, até Benguela e Namibe (atual Moçâmedes); cruzam as vastas areias da Namíbia e as suas povoações fantasmas, alcançando, finalmente, a festiva Cidade do Cabo, na África do Sul. Continuam, depois, rumo a Maputo, e de Maputo a Quelimane, junto ao rio dos Bons Sinais; dali até à pequena ilha mágica, onde morreu o poeta Tomás António Gonzaga. Percorrem, nesta deriva, paisagens que fazem fronteira com o sonho e das quais emergem, aqui e ali, os mais estranhos personagens. As Mulheres do Meu Pai é um romance sobre mulheres, música e magia. Anuncia-se, nestas páginas, o renascimento de África, continente afectado por problemas terríveis, mas abençoado pelo talento da música, o sempre renovado vigor das mulheres e o secreto poder de deuses muito antigos.

## Recepção crítica
No jornal brasileiro Folha de S.Paulo, Noemi Jaffe nota: "Personagens complexas e idiossincráticas errando (nos dois sentidos da palavra) e vivendo em lugares igualmente misteriosos."
Na revista brasileira IstoÉ, Marcelo Lyra elogia: "Com As Mulheres do Meu Pai...o angolano José Eduardo Agualusa firma-se definitivamente como um dos maiores escritores de língua portuguesa." Ele continua: "Agualusa conduz o leitor por diversos países da África...Mas não é a África clichê das selvas e, sim, o continente urbano, descobrindo poesia e música em meio ao caos das ruas. Embora não se furte a retratar a pobreza, o autor é francamente otimista. Sua África encontra na musicalidade uma alegria de viver contagiante para o leitor, que devora as páginas com muito prazer."